# Riama cashcaensis
Espèce
Synonymes
- Proctoporus cashcaensis Kizirian & Coloma, 1991

Riama cashcaensis est une espèce de sauriens de la famille des Gymnophthalmidae.

## Répartition
Cette espèce est endémique d'Équateur. Elle se rencontre dans la cordillère Occidentale entre 2 600 et 3 030 m d'altitude.

## Étymologie
Son nom d'espèce, composé de cashca et du suffixe latin -ensis, « qui vit dans, qui habite », lui a été donné en référence au lieu de sa découverte, El Bosque Protector Cashca Totoras.

## Publication originale
- Kizirian & Coloma, 1991 : A new species of Proctoporus (Squamata: Gymnophthalmidae) from Ecuador. Herpetologica, vol. 47, no 4, p. 420-429.